# Floriane Paturel
Floriane Paturel (10 ottobre 1980) è un'ex sciatrice alpina francese.

## Biografia
Originaria di Les Carroz e attiva in gare FIS dal dicembre del 1995, la Paturel esordì in Coppa Europa l'8 gennaio 1997 a Tignes in discesa libera (54ª) e in Coppa del Mondo il 27 novembre 1999 a Lake Louise nella medesima specialità (46ª). Conquistò il primo podio in Coppa Europa il 21 dicembre 2000 a Les Orres in supergigante (3ª) e ottenne il miglior piazzamento in Coppa del Mondo il 13 gennaio 2001 a Haus nella medesima specialità (17ª); conquistò l'ultimo podio in Coppa Europa il 7 gennaio 2003 a Tignes in discesa libera (3ª). Si ritirò durante quella stessa stagione 2002-2003 e la sua ultima gara fu il supergigante di Coppa del Mondo disputato il 17 gennaio a Cortina d'Ampezzo, chiuso dalla Paturel al 45º posto; in carriera non prese parte a rassegne olimpiche o iridate.

## Palmarès

### Coppa del Mondo
- Miglior piazzamento in classifica generale: 104ª nel 2001

### Coppa Europa
- Miglior piazzamento in classifica generale: 58ª nel 2001
- 3 podi:
  - 3 terzi posti